# Nahant Beach Reservation
Nahant Beach Reservation ist ein 26,9 Hektar großes Küstennaturschutzgebiet in Nahant, Essex County, Massachusetts, das hauptsächlich aus Stränden und Erholungsbereichen besteht. Die durch das Gebiet führende Nahant Road, welche bei der Aufnahme des State Parks ins National Register of Historic Places im Jahr 2003 noch Nahant Beach Boulevard hieß, gibt Besuchern die Möglichkeit, den 2,1 Kilometer langen Strand Long Beach an der Atlantikküste im Osten zu erreichen. 
Das Schutzgebiet bietet zudem eine Bootsrampe, von der aus man mit dem Boot nach Lynn fahren kann, um dort die Lynn Shore Reservation zu besuchen.
Das Reservat ist Teil des Metropolitan Park System of Greater Boston.